# Transmarisca
Transmarisca o Tromariska fou una fortalesa de la Baixa Mèsia a la part oposada al lloc on el riu Marica desaigua al Danubi.
La fortalesa fou seu de dos cohorts de la Legió XI Claudia i de tropes lleugeres. Constantí el Gran hi va fer construir un ferri que duia fins a la fortalesa de Constantiana Daphne, situada a l'altra riba del riu.
En aquest lloc durant les guerres gòtiques l'emperador Valent va aixecar un pont de pontons la primavera del 367 i l'exèrcit de campanya de Tràcia van travessar per atacar als teruings d'Atanaric, que atacaven als teruings de Fritigern, que s'havien convertit a l'arrianisme.